# Bălgarcevo, Blagoevgrad
Bălgarcievo (în bulgară Българчево) este un sat  în Obștina Blagoevgrad, Regiunea Blagoevgrad, Bulgaria.

## Demografie
Componența etnică a satului Bălgarcevo
     Bulgari (98,75%)
     Nicio identificare (1,25%)
     Altele (0%)
La recensământul din 2011, populația satului Bălgarcevo era de 320 locuitori. Din punct de vedere etnic, majoritatea locuitorilor (98,75%) erau bulgari. Pentru 1,25% din locuitori nu este cunoscută apartenența etnică.